# Amalie Joachim
Amalie Marie Joachim (10 mai 1839 - 3 février 1899) est une contralto austro-allemande, travaillant à l'opéra et au concert et comme professeur de chant. Elle est l'épouse du violoniste Joseph Joachim et l'amie de Clara Schumann et de Johannes Brahms, avec qui elle fait des tournées internationales.

## Carrière
Née Amalie Marie Schneeweiss à Maribor, dans l'Empire autrichien (aujourd'hui Maribor, en Slovénie), elle est la fille de Franz Max Schneeweiss et de son épouse Eleonore Lindes. La famille s'installe à Graz au début des années 1850. Elle apparaît sur scène dès l'âge de 14 ans, sous le nom de scène d'Amalie Weiss. Sa carrière d'interprète débute à Troppau via Hermannstadt, la conduisant finalement au Kärntnertortheater de Vienne. En avril 1862, elle est engagée par l'Opernhaus de Hanovre, où elle se produit à plusieurs reprises. C'est là qu'elle rencontre le maître de concert Joseph Joachim, qu'elle épouse le 10 juin 1863 à l'église du château. Le couple a six enfants. 

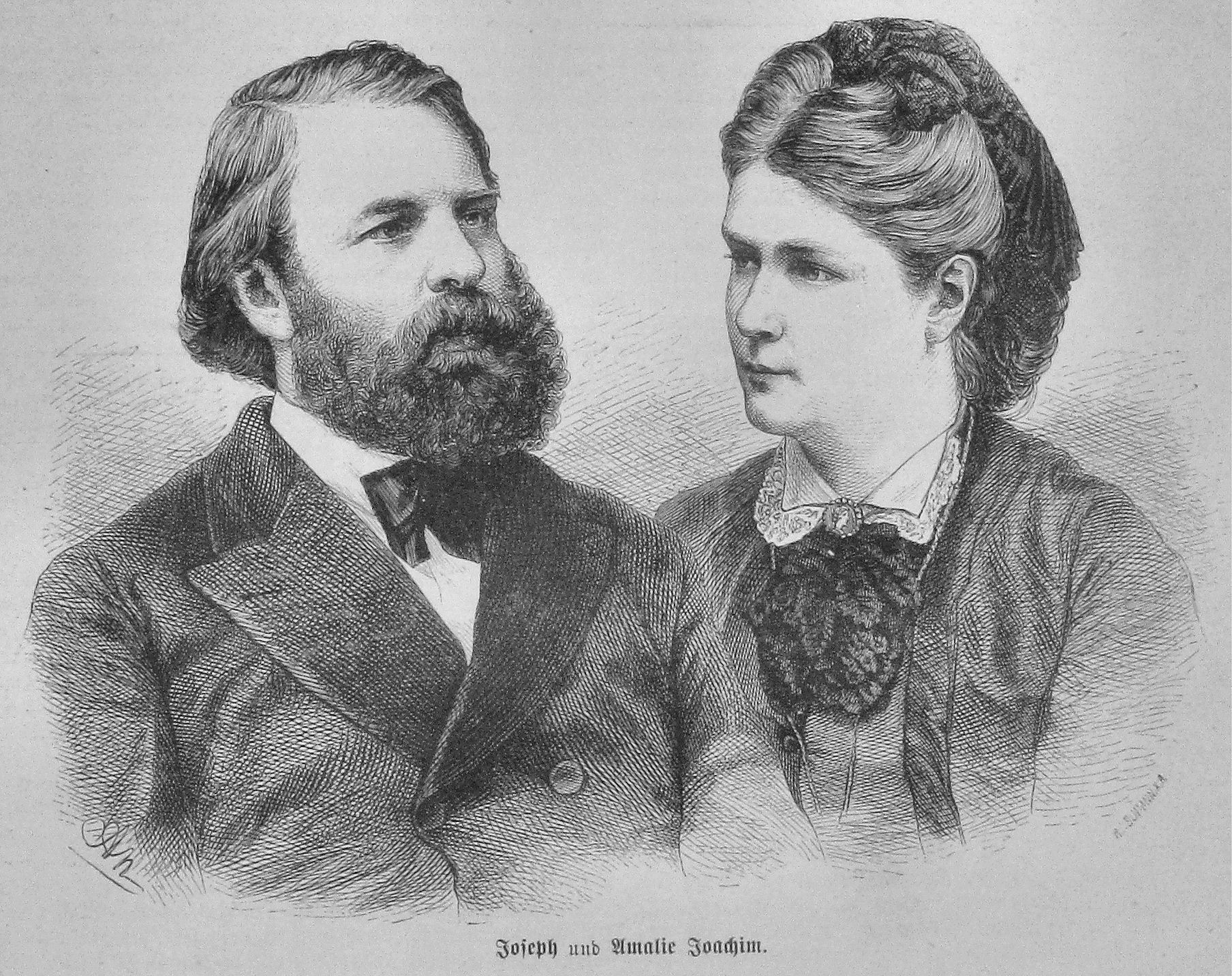
Joseph et Amalie Joachim, par Adolf Neumann, dans Die Gartenlaube, 1873

Avec son mariage, elle se retire de la scène, mais continue à se produire en tant que chanteuse de concert, souvent avec son mari et Clara Schumann, une amie. Ils font de nombreuses tournées, jusqu'à Londres. Elle participe aux représentations chorales de la Sing-Akademie zu Berlin jusqu'en 1870 et devient l'un de leurs membres honoraires.
Johannes Brahms dédie ses Deux Lieder pour voix, alto et piano à Amalie et à son mari, que tous trois pouvaient interpréter ensemble. Il écrit l'une des deux chansons pour leur mariage et le baptême de leur premier fils, qui est nommé Johannes d'après Brahms, et l'autre des décennies plus tard avec l'intention d'aider le mariage en difficulté du couple. 
Amalie est également professeur de chant et, sur la recommandation de Johannes Brahms, Marie Fillunger étudie auprès d'elle à la Hochschule de Berlin en 1874.
Le mariage est dissous après 21 ans, après que Joachim, jaloux, l'ait accusée d'adultère. Brahms défend sa position. Elle se produit plus souvent après le divorce, pour gagner de l'argent. Joseph étant un violoniste très respecté, les fans ont d'abord hésité à soutenir Amalie. Elle devient vite irrésistible et les gens  estiment qu’ils pouvaient la soutenir, elle et Joseph. La relation entre Brahms et Joseph souffre après le divorce, tandis que Brahms et Amalie restent en bons termes. Elle se concentre sur le Lied et l'Oratorio. Elle est souvent accompagnée par le pianiste Hans Schmidt. En 1885 et 1886, elle part en tournée avec Laura Rappoldi de Dresde. Le 1er février 1888, elle crée à Berlin lors d'un Liederabend (récital) à Berlin la deuxième chanson des Fünf Lieder, op. 105, de Johannes Brahms. Elle fonde une école de chant à Berlin. 
Elle est décédée en 1899 à Berlin des suites de complications liées à une opération de la vésicule biliaire et est enterrée au Cimetière du Souvenir de l'Empereur Guillaume. 